# Тармштет
Тармштет (њем. Tarmstedt) општина је у њемачкој савезној држави Доња Саксонија. Једно је од 57 општинских средишта округа Ротенбург (Виме). Према процјени из 2010. у општини је живјело 3.545 становника. Посједује регионалну шифру (AGS) 3357047.

## Географски и демографски подаци
Тармштет се налази у савезној држави Доња Саксонија у округу Ротенбург (Виме). Општина се налази на надморској висини од 28 метара. Површина општине износи 26,5 km². У самом мјесту је, према процјени из 2010. године, живјело 3.545 становника. Просјечна густина становништва износи 134 становника/km².